# Jørgen Lunge
Jørgen Lunge (Dyre), född 11 oktober 1577, död 19 augusti 1619, till Odden, Birkelse och Hessel var en dansk adelsman som tjänstgjorde som riksmarsk från 1616 till 1619.

## Biografi
Lunge föddes i Odden utanför Hjørring den 11 oktober 1577 till Ove Christoffersen Lunge (1448-1601) och Anne Maltesdatter Sehested (1554–1621) till Bodum Bisgaard. Efter att ha fått hemskolning, och 1584 en kort tid vid Viborg skole och skolgång vid Sorø Akademi, tillbringade han 1591 sex år utomlands för att fortsätta sina studier och tillbringade mestadels av tiden i Strasbourg, i Genève 1594, Orleans 1595, var i Paris 1596, i Siena och Padua 1597 og var samma år i Rom, 1598 igen i Padua. 
Strax efter sin återkomst till Danmark lämnade han landet ännu en gång för ta värvning i den nederländska armén. Innan han anlände, rekryterade han ett kompani med soldater som han ledde med heder i  Spanska kriget, vilket ledde till att han avancerade i graderna till major och överste. 
Tillbaka i Danmark gifte han sig med Sophie Steensdatter Brahe (1588–1659) den 8 september 1605. Bara några veckor senare fick han order att rekrytera ett regemente med 2000 män för ett anfall mot staden Brunswick som stöd för kung Kristian IV:s släkting Henrik Julius av Braunschweig-Wolfenbüttel. Kungen övergav dock sin plan och regementet upplöstes, men på väg hem fångades Lunge och var tvungen att köpa sig fri. Jørgen Lunge var emellertid mycket äregirig och han fick en möjlighet att göra ett intryck på Kristian IV i Kalmarkriget. Under Kalmarkriget 1611 rekryterade han två kompanier i Nederländerna, och våren 1612 värvade han flera trupper i Tyskland, så att han nu hade ett helt regemente under sig och tillsammans med Joachim von Bülow fick han befäl över kåren som belägrade och erövrade den 22 maj 1612 Sveriges smala port i väster, den strategiskt mycket viktiga Älvsborgs fästningen och omgivningen. I augusti blev han befälhavare för Älvsborg och gjorde flera intrång i Västergötland. Sedan dess kämpade han under Kristian IV själv under belägringen och erövringen av Kalmar och avancerade snart. 
År 1613 förvärvade han Birkelse herrgård i norra Jylland. I januari 1613 skriver kung Christian IV ett brev till länsherren på Bohus slott Sten Madsen Laxmand och uppmanar honom att lämna över Bohus län till Jørgen Lunge. Han blev slottsherre till både Älvsborgs- och Bohus län. Kungen utsåg honom till riksråd, och 1616 genom hemlig omröstning valde rådet honom till hans näst mest framstående medlem, Riksmarsk, ett ämbete han innehade till sin död i 1619. Även om den nya riksmarsk njöt konungens förtroende, blev det snart klart att han delade inte kungens åsikter om utrikespolitiken. När Kristian IV i februari 1618 ville ha riksrådets godkännande till en attack mot Bremen med 24,000 män, delvis betalt av den skattefria adeln, fick Lunge tillsammans med kansler Christen Friis och Anders Bille den smärtsamma uppgiften att underrätta den rasande kungen rådets avvisande svar. Lunge delade de flesta av riksrådets motstånd till Kristian:s aktivistiska tyska politik, och Lunge gjorde också vad han kunde för att avvärja det hotande kriget mot Sverige i januari 1618 när det verkade som svenskarna inte kunde betala den tredje avbetalning för Älvsborgs lösen. Lunge var också i linje med riksrådets önskan om en försoning med hansestäderna, utan tvekan för att underlätta den eftertraktade alliansen med Nederländerna.
Förutom faderns gods Odden i Vendsyssel, ägde Lunge bland annat Stensbæk i Horns härad och Frøslevgård i Morså södra härad. Han köpte Birkelse 1614 och Hovgård i Kær härad vid Ålborg 1615 och hade nog en andel i fämiliens Eskærs gods i Horns härad, liksom i Bodum Bisgaard i Refs härad. Hans fru Sophie Brahe, som överlevde honom i 40 år, var lika mycket upptagen av gods inköpen och rapporteras ha ägt av mer än 2000 tunnor hartkorn, dvs. tunnland. 
Han begravdes i Vor Frue Klosterkyrka i Ålborg. Till stadens skola 1619 donerade han 1,000 riksdaler. De "nye Lunge'r" (Dyre) dog ut på svärdssidan med Jørgens enda son Ove (1613–1637). Jørgens Lunge och Sophie Brahe också fick åtta döttrar,